# Gathas
Die Gathas (oder Gāthās) bezeichnen als Teil des Avesta die fünf ältesten Hymnen des Werkes, die als solche sich in sprachwissenschaftlicher und inhaltlicher Hinsicht von den anderen, jüngeren Teilen des Textes unterscheiden. Sie bilden zugleich einen Teil des Yasna, des ersten Buches des Avestas. Eingebettet in die Gathas ist der in rhythmischer Prosa verfasste „siebenteilige“ Yasna Haptanhaiti, der ebenfalls zu den altavestischen Texten gezählt wird.

## Wortbedeutung
Das Wort „Gatha“ (Gāθā) bedeutet im Avestischen „Hymne“ oder „Gesang“ und lässt sich auf den Stamm „Gâ“ („dichten“, „singen“) zurückführen. Im Mittel- und im Neupersischen erscheint dieses Wort als Gāh (گاه), im Plural als Gāhān (گاهان), und bedeutet auch „Zeit“ und „Ort“. Das Wort Gāh begegnet uns ebenso in der iranischen Musik, wo es als Nachsilbe in verschiedenen Termini Anwendung findet, so in den Dastgahs Sehgāh und Čahārgāh.

## Die fünf Gesänge
Die Gathas sind im altavestischen Dialekt verfasst und bestehen aus fünf Gesängen, die im ersten Buch des Avesta, dem Yasna, integriert sind.
1. Gesang:  Ahunauuaiti Gatha (Yasna 27.13, 28–34). Darin enthalten ist die Klage der Kuh (Yasna 29).
2. Gesang: Uštauuaiti Gatha (Yasna 43–46)
3. Gesang: Spentamaniiu Gatha (Yasna 47–50)
4. Gesang: Vohuxšathra Gatha (Yasna 51)
5. Gesang: Vahištoišti Gatha (Yasna 53, 54.1)
Diese Einteilung der Gathas erfolgt nicht nach inhaltlichen Gesichtspunkten, sondern im Hinblick auf die Metrik und gemäß formalen Kriterien. Inhalte der verschiedenen Teile einer Gatha stehen teils nicht in einem gemeinsamen Kontext. Dies wird als Hinweis darauf gewertet, dass der Rezitator einem zunächst in Prosa gesprochenen Teil der Liturgie zwecks Verdichtung und Einprägung eine Hymne entsprechenden Inhaltes folgen ließ, was sich auch in der späteren persischen Literatur gut nachweisen lässt, so z. B. bei Saadi (Sa‘dī) in „Golestan“ (Golestān) oder bei Dschami (Jāmī) in „Bahārestan“ (Bahārestān).

## Inhalt
Inhaltlich sind die Gathas teils an den Schöpfer Mazda, teils jedoch auch an offensichtlich anwesende Zuhörer gerichtet. Sie lassen eine deutliche zeitliche Komponente im Leben Zarathustras erkennen, in deren Rahmen seine innere, auf seinen Glauben und Entscheidungsprozesse im Verlauf seines Weges bezogene Entwicklung in Erscheinung tritt.
In den Gathas formuliert der Rezitator wesentliche Vorstellungen über den Weg des Menschen im Universum und dessen Möglichkeiten, im Einklang mit der Wahrhaftigkeit und der rechten Ordnung (Aša) zu leben und damit einen erfüllten Lebensweg zu beschreiten. Hier werden deutliche Konturen und Inhalte der alt-iranischen Philosophie, die mit der „Gatha-Gruppe“ vertreten ist, sichtbar. Unter der Gatha-Gruppe wird die soziale Einheit verstanden, aus deren Perspektive die Gatha verfasst sind.

### Die Ablehnung der Daevas
Die Daevas sind in den Gathas die Exponenten der Lüge und des Trugs: „Ihr Dämonen alle und der Chef, der euch verehrt, Ihr seid die Erscheinung des Schlechten Denkens, der Lüge und der Verachtung.“ Sie werden zur negativen Hälfte einer zweigeteilten Konstellation, die sich am prägnantesten im Gegensatz von Aša (Harmonie, Ordnung) und Druj ([dru/d͡ʒ/] Lüge, Täuschung oder illusorische, trügerische Ordnung) ausdrückt. Die „Druj-Ausüber“ sind die religiösen Gegner der Gatha-Gruppe und sie werden von ihnen vehement ausgegrenzt. So bittet der Rezitator Ahura Mazda, dass er diese aus der Gemeinschaft verbannen solle.
Das altavestische Wort für die Daevas entspricht dem vedischen Deva. Man nimmt an, dass die Dämonisierung der Daevas schon auf die Spaltung der iranischen und indischen Indoeuropäer zurückgeht.

### Gottheiten und Prinzipien
Ahura Mazda ist in den Gathas die herausragende Gestalt. Mehrere Prinzipien, die in personalisierter Form in den Gesängen verehrt werden, stehen mit ihm in direkter und indirekter Verbindung.
Aša ist eine zentrale Figur in den Gathas. Es gilt als lichthaft, sehr schön und steht in Verbindung mit dem Feuer. Armaiti steht für „Achtung“, „Fügsamkeit“, „Gemäßheit“ und „Rechtgesinntheit“. Als weitere Gottheit ist Vohu Manah zu nennen, der das „Göttliche Denken“ verkörpert. Aša, Ǎrmaiti und Vohu Manah sind vermutlich der Kernbestand der Prinzipien-Gottheiten, die Ahura Mazda zugeordnet sind. Andere Bedeutungsträger treten in den Gathas nicht in personifizierter Form auf und scheinen gar nicht oder nur in bescheidenen Ansätzen als eigenständige Gottheiten verstanden worden sein. Zu diesen sind zu zählen Xšathra („Herrschaft“, „Kraft“), aši- („Belohnung“, „Schickung“), sǝraoša- („Gehorsam“), Haurvatat („Unversehrtheit“, „Ganzheit“), Ameretat („Unsterblichkeit“) und daěnǎ- („spirituelle Anschauung“).
In den Gathas werden Teile von Ritualen ebenfalls als Gottheiten ausgewiesen. Es sind dies ǎdǎ-, die „Opferniederlegung“, die in der dritten Gatha angerufen wird. In ähnlicher Form treten ǐžǎ-, die „Stärkung“, und ǎzǔiti-, das „Trankopfer“, als personifizierte Wesenheiten auf. Die beiden letztgenannten entsprechen den vedischen ídǎ und ǎhuti-.
Die zentralen göttlichen Figuren sind mit Ahura Mazda verwandtschaftlich verbunden. Ǎrmaiti ist seine Tochter, Vohu Manah wie auch das („auffallend im Neutrum“) verehrte Aša seine Söhne. In den Gesängen gibt es keine Hinweise auf eine Frau von Ahura Mazda oder eine Mutter von seinen Kindern.

## Forschungsgeschichte
Die Gathas wurden weitaus häufiger übersetzt als alle anderen Teile des Avestas. In ihrer sprachlichen und ideologischen Unklarheit stellen sie eine große Herausforderung an jeden Iranisten. Dass jede Übersetzung zugleich eine Interpretation darstellt, kommt bei den Übersetzungen der Gathas besonders deutlich zum Vorschein. Für die Strophe des Yasna 28.1 stellte Helmut Humbach zum Beispiel drei verschiedene Übersetzungen zur Verfügung und Ilya Gershevitch bemerkt 1952, dass von den 238 überlieferten gathischen Strophen 190 teilweise oder ganz unverständlich sind.
Friedrich Spiegel hat in der Mitte des 19. Jahrhunderts erkannt, dass das Avesta in zwei ungleiche „Dialecte“ zerfällt. Er kommt deshalb zum Schluss, dass Zarathustra unmöglich der Verfasser der gesamten avestischen Texte gewesen sein könnte. Er meinte sogar, dass vermutlich gar keiner der überlieferten Texte von Zarathustra selbst stamme. Martin Haug vertrat 1862 die Ansicht, dass ein kleiner Teil der avestischen Texte authentische Aussprüche enthalte und dass diese in den Gathas zu finden seien. In einer vereinfachten These wurde in der Folge die Autorenschaft der gesamten Gathas durch Iranisten und Religionswissenschaftler Zarathustra zugesprochen. Diese Haltung erlangte im Laufe des 20. Jahrhunderts einen „geradezu“ dogmatischen Status. Bereits durch die Arbeiten von Marijan Molé geriet dieser Status in den 1970er Jahren unter Druck. Jean Kellens und Éric Pirart unterstrichen zwischen 1988 und 1991 die philologischen Probleme dieser Annahme. Für die Rehabilitierung von Zarathustra als „Komponisten“ der Gathas setzten sich verschiedene Wissenschaftler wie zum Beispiel Ilan Gershevitch ein. Johanna Narten, die dessen Haltung teilte, bemerkte 1996, dass die Argumente von Jeans Kellens und Éric Pirart „kaum widerlegt werden können; daher ist ihre Auffassung, dass die Gathas nicht von Zarathustra selbst verfaßt seien, durchaus bemerkenswert.“ Michael Stausberg zieht als Bilanz, dass „beim jetzigen Stand der Forschung es weder möglich noch sinnvoll erscheint, einen Verfasser der Gǎthǎ namhaft zu machen.“

## Rezeption
Das Avesta lässt sich sprach- und religionsgeschichtlich in zwei Einheiten teilen: eine kurze altavestische und eine längere jungavestische. Der altavestische Teil ist nicht abgetrennt von den jüngeren Texten, sondern im ersten Buch des Avestas integriert und bildet keine geschlossene Einheit. Man unterscheidet die fünf Gatha in Versen, die später in 17 Kapitel unterteilt wurden, und den Yasna Haptanhaiti in Prosa. Daneben existieren einige altavestische Fragmente und drei Sakralformeln.
In den Gathas zeigt sich, dass Zarathustra eine herausragende Rolle im religiösen Leben der Gatha-Gruppe gespielt hatte. Insgesamt 15 Mal wird er darin erwähnt. Seine herausragende Bedeutung wird unterstrichen, in dem er, wenn er zusammen mit anderen Personen aufgeführt wird, immer an erster Stelle steht. Darüber hinaus wird er auch unabhängig von anderen Personen erwähnt. Zarathustra ist nicht der Autor der Gathas, auch wenn sich die Meinung der Autorenschaft Zarathustras in der Forschung hartnäckig hält und sich nur unter großen Vorbehalten aufrechterhalten lässt. Die Gestalt eines Rezitators wird augenscheinlich in Redewendungen wie „Zarathustra und uns“ oder wenn er sich bei der Gottheit Mazda erkundigt, welche Hilfe er für Zarathustra vorgesehen habe. Zarathustra erscheint als „Scharnier der rituellen Kommunikation der Gatha-Gruppe mit den Göttern“. Als solcher steht er in einem privilegierten Verhältnis zu den Göttern.
Die Gathas weisen Zarathustra weder direkt noch indirekt als einen Religionsstifter aus. Erst das jüngere Avesta, das wahrscheinlich zwischen dem 9. und 4. Jahrhundert v. Chr. und einige Jahrhunderte nach den Gathas entstanden ist, zeigt eine markante Verschiebung in der Bewertung Zarathustras in die Richtung eines Religionsstifters. In dieser Entwicklungsphase, die die kurzen älteren von den langen jüngeren avestischen Texten trennt, scheint Zarathustra zum Begründer der religiösen Tradition stilisiert worden zu sein, in der sich die Verfasser der späteren Texte sahen. Es sind die Autoren des Vendidâd, die Zarathustra erstmals mit dem Gatha-Rezitator identifizieren.
Ahura Mazda wird in den Gathas als herausragende Gottheit beschrieben. Es wurde deshalb abgeleitet, dass die Gathas einen monotheistischen Charakter hätten. Da aber eine Vielzahl von Gottheiten ebenfalls in den Gesängen vorkommen, könnte es sich ebenso um einen Polytheismus handeln. Mit dem zentralen Thema von „gut“ (Aša-Ausüber) gegen „böse“ (Druj-Ausüber) könnte es sich bei den Gathas aber auch um einen Dualismus handeln. Da es sich bei allen drei Begriffen um Vorstellungen aus europäischer und christlich-theologischer Sicht handelt, wird die Diskussion um die Ordnungsbegriffe als „müßig“ angesehen, da sie nur „den Befund verzerre“.

## Übersetzungen
Die Gathas gehören zu den am meisten übersetzten Texten der zarathustrischen Literatur. Zu den bedeutsamsten deutschen Übersetzungen gehören:
- Christian Bartholomae: Die Gatha's des Awesta. Zarathustra's Verspredigten. Strassburg 1905. (archive.org)
- Fritz Wolff: Avesta: Die heiligen Bücher der Parsen übersetzt auf der Grundlage von Chr. Bartholomae’s Altiranischem Wörterbuch. Strassburg, 1910, Nachdruck Berlin, 1924 and 1961.
- Helmut Humbach: Die Gathas des Zarathustra. Heidelberg 1959.
- Walther Hinz: Zarathustra. Stuttgart 1961.
- Herman Lommel: Die Gathas des Zarathustra. Basel/Stuttgart 1971.

Übersetzungen in anderen Sprachen:
- Lawrence Heyworth Mills: The Zend-Avesta. In: Sacred Books of the East, Band 31. Oxford 1887.
- Lawrence Heyworth Mills: A Study of the Five Zarathushtrian (Zoroastrian) Gâthâs. Erlangen, 1894, Nachdruck 1977.
- James Darmesteter: Zend-Avesta. 3 Bände. Paris 1892–1893.
- Stanley Insler: The Gâthâs of Zarathustra (= Acta Iranica. Band 8). Teheran/Lüttich 1975.
- Jean Kellens, Éric Pirart: Les textes vieil-avestiques. 3 Bände. Wiesbaden 1988, 1990 und 1991, ISBN 978-3-88226-428-9, ISBN 978-3-88226-463-0 und ISBN 978-3-88226-516-3.
- Helmut Humbach: The Gâthâs of Zarathustra and the Other Old Avestan Texts. 2 Bände. Heidelberg 1991.